# 范來宗
范來宗（1738年1月14日—1818年1月23日），字翰尊，號芝巖、又号支山，江蘇蘇州府吳縣人，清朝翰林院編修，四庫全書館職官。范仲淹裔孫。

## 生平
范來宗為蘇州范仲淹長子范純佑監簿房支第二十四世來字輩。曾祖范儀煥，祖父范德謙為監生，父范宏瀾為吳縣庠生，母陳氏。范來宗為范宏瀾長子，吳縣庠生，乾隆三十五年（1770年）庚寅恩科順天鄉試舉人，三十七年（1772年）以壬辰科會試中正榜授內閣中書，兼武英殿四庫全書館分校官。四十年（1775年）乙未科二甲第四十七名進士，選翰林院庶吉士，四十三年（1778年）散館授編修，兼充國史館提調官、總纂官，五十年（1785年）授儒林郎。五十一年（1786年）任丙辰科順天鄉試磨勘官，五十三年（1788年）任戊申恩科順天鄉試同考官，五十四年（1789年）告老還鄉，嘉慶二十二年十二月二十三日（1818年1月23日）卒於里。范來宗著有《洽園詩稿》。

## 家庭
夫人及繼妻同為沈氏文學虹橋公女；再繼妻為沈氏同族處士庸齋公女。有二子范學華、范學芬。